# Parque de papel
En conservación de la naturaleza el concepto denominado parque de papel o reserva de papel define al área natural protegida constituida de manera correcta desde el punto de vista legal u oficial pero que, luego de un tiempo, las instituciones encargadas de implementar esa protección en los hechos no han efectuado en el terreno las acciones que expresen de manera efectiva que el espacio protegido realmente lo está, es decir el ciclo del proyecto que posibilitó su creación se detiene. Se lo crea como una “instrumentalización política”, valorándose solo su simple “declaración formal”. El objetivo de resguardar su biodiversidad no se cumple, queda en estado de abandono, frecuentemente amenazado de ser invadido y sujeto a una intensa extracción de sus recursos naturales. El término nació a finales de la década de 1980.

## Generalidades
Los parques y reservas de papel deben su nombre a que solo existen en los papeles en los cuales figuran los decretos o leyes que los crearon, puesto que en realidad en esas áreas se han llevado a cabo pocas o ninguna de las obligaciones que responsabilizan a los estados en la protección de sus espacios de conservación para favorecer el desarrollo sostenible Para que un área pase de ser un parque de papel a un espacio natural correctamente desarrollado, y así logre cumplir eficazmente los objetivos de preservación de su patrimonio biológico (y finalmente cultural e histórico), deben efectuarse determinadas acciones, entre ellas: 
- implantar cartelería que alerte a las personas que transiten por el lugar que el mismo es un área protegida;
- emplazar ‘‘in situ’’ guardaparques
- brindar apoyo logístico a los responsables de la vigilancia, erigir infraestructura de servicios para ellos, así como para los investigadores y los visitantes,
- combarir la tala ilegal,
- repeler a los cazadores furtivos,
- retirar al ganado doméstico que desde predios privados linderos, accidental o intensionalmente, intrusa el área;
- eliminar a los rebaños de animales domésticos ferales que pudieron haber quedado,
- relocalizar a los pobladores sin títulos sólidos de propiedad o indemnizarlos en el caso de que los tuvieran, e inscribiendo luego el predio como reserva en el registro público de la Propiedad;
- eliminar la vegetación exótica invasora;
- repoblar con especies nativas extinguidas o amenazadas;
- elaborar un plan de manejo específico para el área protegida, un instrumento técnico maestro que actúe como ‘‘hoja de ruta’’ de las prioridades y labores a emprender;
- favorecer la utilización del área como escenario de relevamientos e investigaciones científicas;
- difundir en las comunidades de los alrededores la noticia sobre la existencia del área protegida, de sus límites, prohibiciones, buscando la participación ciudadana mediante la educación ambiental.

## Las causas de su existencia y los problemas que generan
El problema de los parques de papel es grave, puesto que distorsionan la verdadera situación en que se encuentra un país, o entidad territorial subnacional, en su relación con el número y superficie total de áreas protegidas creadas, dando a entender que un ecosistema está adecuadamente protegido (por lo tanto redirigiendo las energías hacia otros biomas más amenazados) cuando en la práctica esas áreas protegidas distan de proteger lo que contiene.
Muchos gobiernos, mediante una errada política ambiental, crean parques de papel no con el objetivo de brindar protección a la biodiversidad que en ellos habita sino para intentar “maquillar” la realidad mejorando sus índices porcentuales de superficie protegida (total o por bioma), aparentando el cumplimiento de objetivos de conservación nacionales e internacionales, atemperando de esta manera la presión de la opinión pública. Es por ello que no acompañan su creación con las indispensables partidas presupuestarias para hacer frente a los gastos que significa hacerlos realidad.
Frecuentemente se crean grandes parques o reservas sobre territorios privados o en superficies donde ha habido décadas de población humana continua, y como los gobernantes no pueden o quieren asumir el elevado costo económico que demanda relocalizarlos en otros predios o indemnizarlos mediante una ley de expropiación (ni siquiera para conformar una zona núcleo), se posterga la decisión, por lo que los pobladores continúan explotando la naturaleza del lugar sin un cambio importante en su relación con el ambiente.

## Un problema extendido en todo el mundo
Son pocos los países que han instrumentado adecuadamente todas sus áreas de conservación, por lo que los parques de papel son un problema global, esparcidos desde Tailandia, España, México, Costa Rica, Colombia, el Perú, el Brasil, el Paraguay, la Argentina, etc.
En el informe del estado de la biodiversidad N° 3 de la Secretaría del Convenio sobre la Diversidad Biológica, se indicó que en un análisis en donde se evaluó a 3080 áreas protegidas de todo el mundo, resultaron poseer una eficacia de su ordenación “sólida” el 22 %, el 13 % se las clasificó como de eficacia “evidentemente inadecuada” y para el 65 % fue “básica”.
Si bien este problema se extiende por todo el mundo, por múltiples razones aqueja en mayor medida a los países en vías de desarrollo y de manera mucho más intensa a los del tercer mundo y subdesarrollados, por sus endémicas carencias presupuestarias que afectan el fi¬nanciamiento del manejo, por falta de voluntad política, déficit de recursos humanos capacitados en la temática ambiental, debilidad de sus instituciones y entidades de control, extendidos bolsones de corrupción, subutiliza¬ción del ecoturismo como método para generar recursos que puedan costear parte de los gastos, acuciante desigualdad social, falta de una reforma agraria integral, etc. 
El caso del Paraguay
Un caso paradigmático es el del Paraguay, en donde de sus 2,3 millones de ha protegidas bajo la jurisdicción del estado, 1 millón son categorizados como parques de papel, y en el resto, las autoridades tienen capacidad de manejo, aunque esta es relativa, ya que no están inscriptas en el registro público de la propiedad bajo la categoría de “Área Silvestre Protegida”. El problema se agrava cuando se trata de las reservas de la biosfera, las que suman unas 15 millones de ha, pues en ellas el manejo es prácticamente nulo, dándose la paradoja de que del elevado índice de destrucción de bosques para destinarlos a terrenos agrícolas que posee el país (con promedios de 500 a 1000 ha por día) los máximos porcentajes ocurrieron dentro de la reserva de la biosfera del Gran Chaco, y con el despropósito de que la propia institución encargada de supervisar el cuidado de las áreas protegidas, la Secretaría del Ambiente, es la que aprobó la licencia ambiental de la mayor parte de los desmontes.  
En otros casos, el Instituto Nacional de Desarrollo Rural y de la Tierra (INDERT) es la entidad que insertó comunidades campesinas dentro de numerosas reservas y parques nacionales, con el funesto resultado extremo del caso del parque nacional Bella Vista, el cual casi ha sido eliminado por completo por el intenso loteamiento. En otros parques ha ocurrido hechos similares, como en el parque nacional Ñacunday, en Tinfunqué y en San Rafael.

## Soluciones
En los casos donde este problema suele ocurrir, para realizar un correcto análisis del grado de protección que posee un determinado ecosistema o jurisdicción, los planificadores en su evaluación deberán categorizar a las áreas protegidas dividiéndolas en agrupamientos, uno con los parques de papel, otro con las reservas que realmente cumplen eficazmente sus objetivos de protección, y el último agrupando a los que lo hacen parcialmente. También puede emplearse el método de puntos o “Scorecard”.
Entre las soluciones se recomienda implementar de forma efectiva las áreas protegidas ya existentes, antes de pensar en crear nuevas reservas, lo cual debe necesariamente estar acompañado de una “sinceridad” institucional en reconocer que de numerosas áreas no se ha salido de los papeles, finalizando con esa perniciosa estrategia de “cosmética conservacionista”.
Otro punto sugerido es que si un país no ha desarrollado sólidos sistemas de controles, se debería reorientar los objetivos conservacionistas buscando crear menos áreas o de menor superficie pero con categorías más restrictivas, las cuales tendrían más posibilidades de conseguir un buen esquema de protección de su biodiversidad, desistiendo de las amplias superficies con categorías de manejo poco restrictivas, las que suelen terminar en un total fracaso.